# Отрицание геноцида сербов в Независимом государстве Хорватия
Отрицание геноцида сербов в НГХ — негационистские утверждения, что массовое уничтожение сербов в Независимом государстве Хорватия, организованное режимом усташей, не было геноцидом, а также действия в поддержку таких утверждений.

## Предмет отрицания
6 апреля 1941 года в Югославию вторглись войска Германии и Италии. К ним присоединились армии Венгрии и Болгарии. Испытывавшая проблемы с оснащением современным вооружением и этнически расколотая югославская армия была быстро разбита. После оккупации Югославии и разделения её территории странами «оси» на территории Хорватии, Боснии и Герцеговины и части Сербии было создано Независимое государство Хорватия. Национально-политические цели усташей преследовали не только установление государственной самостоятельности Хорватии, но и придание новому государству этнически хорватского характера. Главным препятствием к достижению этой цели были сербы, составлявшие треть населения НГХ. В результате, с первых дней существования НГХ усташи начали активные антисербские действия. Прелюдией была мощная пропагандистская кампания, изображавшая сербов как врагов хорватского народа, которым не место в НГХ. Кульминацией стал геноцид сербов и их интернирование в многочисленные концлагеря.
Следуя примеру нацистской Германии, режим усташей издал расовые законы по образу и подобию Нюрнбергских законов, направленные против сербов, евреев и цыган. В своей речи в Госпиче 22 июня 1941 года один из лидеров усташей Миле Будак сформулировал программу действий по отношению к сербам, которая 26 июня была опубликована газетой «Hrvatski List»:
Одну часть сербов мы уничтожим, другую выселим, остальных переведём в католическую веру и превратим в хорватов. Таким образом скоро затеряются их следы, а то, что останется, будет лишь дурным воспоминанием о них. Для сербов, цыган и евреев у нас найдётся три миллиона пуль
Точное число жертв организованного усташами геноцида неизвестно. Минимальную оценку в 197 000 дал югославский и хорватский демограф Владимир Жерявич, его мнение поддерживается многими современными хорватскими исследователями. Цифрами в 700 000 или 800 000 погибших сербов оперирует множество сербских историков, политиков и общественных деятелей.

## История

### Югославия
Геноцид сербов не был должным образом изучен после войны, потому что послевоенное югославское правительство во главе с Коммунистической партией не поощряло независимых исследователей из опасения, что этническая напряженность, вызванная войной, может иметь потенциал для дестабилизации нового режима. Они пытались скрыть зверства военного времени и замаскировать конкретные этнические потери. Специалист по геноциду Генри Р. Хаттенбах писал, что «идеологизированная и замаскированная история титоистской Югославии» подавляла геноцид против сербов, а также это «подавление граничило с полным отрицанием». Все жертвы Второй мировой войны были представлены как «югославы», в то время как все коллаборационисты были названы «фашистами».

### Хорватия
Историк Мирьяна Касапович объяснила, что в наиболее важных научных работах по геноциду преступления против сербов, евреев и цыган в НГХ однозначно классифицируются как геноцид. Она рассмотрела три основные стратегии исторического ревизионизма в современной хорватской историографии: НГХ в то время была нормальным государством, борющимся с повстанцами; в НГХ не было совершено никаких массовых преступлений, особенно геноцида; лагерь Ясеновац был просто трудовым лагерем, а не лагерем уничтожения. Касапович приходит к выводу, что эти усилия на практике имели противоположный эффект.
В систематическом анализе более чем сорокалетнего исторического ревизионизма в Сербии и Хорватии (с 1974 по 2017 год) хорватский социолог Тамара Павасович Трошт рассмотрела, как хорватские учебники оправдывают существование НГХ эмоциональным повествованием: «тысячелетняя нить» хорватской государственности была аннулирована «великосербским режимом как попытка уничтожить все признаки хорватской национальности». Кроме того, учебники релятивизируют террор против сербов, утверждая, что это было результатом «их предыдущей гегемонии».
Историк Хрвое Класич отметил, что после обретения Хорватией независимости во время распада Югославии был установлен новый подход к изучению и преподаванию хорватской истории, который включает в себя преуменьшение и отрицание преступлений усташей. Он заявил, что тенденция ревизионизма и отрицания менялась по интенсивности в течение следующих двадцати пяти лет, но никогда не была полностью остановлена. Историк Рори Йоменс в 2018 году заявил, что исторический ревизионизм 1990-х годов имел «свои оплоты в академии и основной политике» и что сегодняшние ревизионисты стремятся реабилитировать режим усташей во всей его полноте, сравнивая его с эпохой Туджмана, когда тенденция заключалась в минимизации преступлений или реабилитации только определённых его аспектов. Он также отметил, что ревизионисты утверждают, что увековечение памяти о преступлениях усташей представляет собой попытку «очернить имя Хорватии, объявить хорватов народом, совершившим геноцид, и криминализировать войну на Родине».
В своем обзоре работы Йосипа Юрчевича «Происхождение мифа о Ясеноваце» немецкий историк Хольм Сундхауссен отмечает, что, хотя Юрчевич оправдан в своей критике числа жертв Ясеноваца в коммунистической Югославии, он «охотно и бездумно» использует термин «миф о Ясеноваце» и пытается продемонстрировать, опуская информация о том, что Ясеновац был «трудовым лагерем» и что геноцида в Независимом государстве Хорватия Второй мировой войны не было. Юрчевич также писал, что жертвы концентрационных лагерей умирали от плохой гигиены и инфекционных заболеваний.

## Примеры отрицания геноцида

### Ультраправые
Как и отрицание Холокоста данная псевдонаучная концепция очень популярна среди ультраправых.
Крайне правые в Хорватии часто отстаивают ложную теорию о том, что Ясеновац был «трудовым лагерем», где не было массовых убийств. Некоторые правозащитники говорят, что в Хорватии существует искажение преступлений Второй мировой войны, и это было особенно распространено во время войны 1990-х годов, когда антисербские настроения были высоки. Одним из видных пропагандистов этого является крайне правая неправительственная организация «Общество исследований тройственного лагеря Ясеновац». В её состав входят журналист Игорь Вукич и академик Йосип Печарич, которые написали книги, пропагандирующие эту теорию. Идеи, продвигаемые его членами, были усилены интервью с основными СМИ и книжными турами в 2019 году. Последняя книга «Раскрытая ложь Ясеноваца», написанная Вукичем, побудила Центр Симона Визенталя призвать хорватские власти запретить подобные работы, отметив, что они «будут немедленно запрещены в Германии и Австрии, и это справедливо». Когда его спросили, занимается ли общество отрицанием геноцида, Вукич ответил: «Когда речь идет о геноциде, это часто связано с сербами. Если дело в этом, мы это отрицаем». Менахем З. Розенсафт, главный юрисконсульт Всемирный еврейский конгрессосудил позитивную колонку о книге Вукича, написанную Миланом Ивкошичем в Вечернем списке, подчеркнув, что «существуют ужасающие реалии истории, которые никто не должен подвергать сомнению, искажать или отрицать».

### Хорватская Википедия
В 2013 году хорватская Википедия также привлекла внимание национальных и международных СМИ за пропаганду фашистского мировоззрения, а также предвзятого отношения к сербам посредством исторического ревизионизма и отрицания или умаления тяжести преступлений, совершенных усташами. Например, хорватская статья о концентрационном лагере Ясеновац называет лагерь одновременно «лагерем сбора» и трудовым лагерем, и в ней преуменьшаются преступления, совершенные в Ясеноваце, а также число погибших там жертв, а также опираются на правые СМИ и частные блоги в качестве ссылок. В 2020 году один из наиболее активно продвигавших националистическое содержимое администраторов хорватской Википедии был бессрочно заблокирован решением межъязыкового сообщества Википедии, в 2021 году были лишены прав администратора ещё три таких участника, а Фонд Викимедиа выпустил специальное заявление о дезинформации и националистической повестке в хорватской Википедии. Имена некоторых из этих администраторов публиковались в хорватских СМИ и были связаны с известными ультраправыми группами.

### Политические заявления и скандалы
Некоторые хорваты, в том числе политики, пытались преуменьшить масштабы геноцида, совершенного против сербов в Независимом государстве Хорватия.
К 1989 году будущий президент Хорватии Франьо Туджман принял хорватский национализм и опубликовал книгу «Ужасы войны: историческая реальность и философия», в которой он поставил под сомнение официальное число жертв, убитых усташами во время Второй мировой войны. В этой книге Туджман утверждал, что в Ясеноваце погибло от 30 000 до 40 000 человек. Некоторые ученые и наблюдатели обвинили Туджмана в «заигрывании с идеями, связанными с движением усташей» и преуменьшении числа жертв в Независимом государстве Хорватия.
Хорватский политик Стипе Месич, который ранее занимал пост премьер-министра Хорватии, в 1992 году сделал публичные заявления о том, что за Ясеновац не должно быть «никаких извинений», что он не был «лагерем смерти», отрицая природу концентрационного лагеря, и другие заявления, которые считаются поддерживающими усташей; видеозаписи которых были опубликованы в 2006 и 2017 годах. Месич, который к тому времени стал президентом Хорватии и был известным сторонником партизан, извинился и отказался от этих заявлений. Месич также извинился за «неосторожное заявление» и релятивизацию преступлений в Ясеноваце в 2017 году.
17 апреля 2011 года на церемонии памяти президент Хорватии Иво Йосипович предупредил, что были «попытки резко сократить или уменьшить число жертв Ясеноваца», добавив: «столкнувшись с ужасающей правдой о том, что некоторые представители хорватского народа были способны совершить самые жестокие преступления».
Хорватский историк и политик Златко Хасанбегович, который ранее занимал пост министра культуры страны в 2016 году, был обвинен в преуменьшении преступлений усташей и попытке реабилитировать их идеи в своей работе. В 1996 году Хасанбегович написал по крайней мере две статьи в журнале «Независимое государство Хорватия», под редакцией небольшой ультраправой партии Хорватского освободительного движения (HOP), в которой он прославлял усташей как героев и мучеников и отрицал преступления, совершенные режимом. В ответ Хасанбегович отрицал, что является апологетом режима, заявив, что преступления усташей во время Второй мировой войны были «самым большим моральным провалом» хорватского народа в его истории и что его слова были вырваны из контекста для политических манипуляций.
С 2016 года антифашистские группы, лидеры хорватских сербских, цыганских и еврейских общин и бывшие высокопоставленные хорватские чиновники бойкотируют официальную государственную церемонию памяти жертв концентрационного лагеря Ясеновац, поскольку, по их мнению, хорватские власти терпимо относятся к пропаганде наследия усташей и отказываются действовать против ревизионистских опровержений, преуменьшения и релятивизация преступлений, совершенных усташами.
Сербский политик Чорджевич призвал арестовывать хорватов и боснийцев, которые отрицают геноцид сербов в НГХ.

### Уничтожение памятников
После провозглашения Хорватией независимости от Югославии и начала боевых действий в республике произошло массовое уничтожение памятников антифашистам и жертвам геноцида. Среди разрушенных памятников были «Памятник победы народов Славонии», памятник «Беловарец», памятник жертвам концлагеря Ядовно и др. Всего в период с 1991 по 2000 гг. зафиксировано 2964 разрушенных до основания или оскверненных мемориала. По данным действующей в Хорватии организации «Сербское национальное вече», уничтожение памятников происходило и после 2001 г. Согласно её статистике, в 2015 г. были повреждены или уничтожены 13 памятников, в 2016 г. и 2017 г. — по 17, в 2018 г. — 19, в 2019 г. — 16, в 2020 г. — семь, в 2021 г. — 10.

### Исторический ревизионизм
Некоторые правозащитники пояснили, что в Хорватии наблюдается искажение восприятия преступлений времен Второй мировой войны, и что это было особенно заметно в 90-е годы, когда доминировали антисербские нарративы. Наиболее заметным представителем является правая организация «Общество исследования тройного лагеря Ясеновац», членами которой являются журналист Игорь Вукич и исследователь Йосип Печарич, известные публикациями ревизионистского контента. Тезисы, выдвинутые её членами, были представлены в интервью ведущим СМИ и рекламе книг. Инициативе создания организации предшествовала книга Владимира Мркоци и Владимира Хорват «Голая ложь Ясеноваца» 2008 года.
Вукич отрицал, что в Ясеноваце кто-то был убит только потому, что он был православным или сербом. Последняя книга, которую он написал, «Раскрытая ложь из Ясеноваца, побудила Центр Симона Визенталя обратиться к хорватским властям и призвать их запретить такие произведения, отметив, что „они будут по праву немедленно запрещены в Германии и Австрии“»… На вопрос, занимается ли общество отрицанием геноцида, Вукич ответил: «Когда дело доходит до геноцида, он часто ассоциируется с сербами. Если речь идет об этом, мы это отрицаем». Менахем Розенсафт, генеральный советник Всемирного еврейского конгресса, он осудил колонку Милана Ивкошича в Večernji List, которая положительно оценивает книгу Вукича, указывая на то, что «существуют ужасные реалии истории, которые никто не должен подвергать сомнению, искажать или отрицать».
В 2016 году хорватский режиссёр Яков Седлар выпустил документальный фильм «Ясеновац — Правда», в котором отстаивал те же теории, называя лагерь «сборно-трудовым лагерем». Фильм содержал предполагаемые фальсификации и подлоги, в дополнение к отрицанию преступлений и разжиганию ненависти к политикам и журналистам.
В июле 2022 года епископы Загреба во главе с Йосипом Бозаничем заявили, что в Ястребарски и Сисаке был не лагерь для детей времен Второй мировой войны, а «приемный пункт», где узникам лагеря оказывалась помощь и лечение.
Израильский историк Гидеон Грайф, вместе с представителями Сербии выступил соорганизатором выставки «Ясеновац — право на незаборав» в ООН в Нью-Йорке. Выставка подверглась критике со стороны министерства иностранных дел Хорватии за якобы распространение ложной информации.
Грайф провел четыре года, изучая архивы исследований геноцида в фашистском Независимом государстве Хорватия, в которых он подтвердил число более 700 000—800 000 сербских жертв в Ясеноваце. Доктор Роберт Розетт, старший историк Международного института исследования Холокоста «Яд ва-Шем», заявил, что число жертв в Ясеноваце, было «во много раз меньше, чем сильно завышенная цифра в более чем 800 000 человек, которая широко рекламировалась в коммунистическую эпоху и была одобрена Гидеоном Грайфом». Журналист Александр Брезар из «Гаарец» написал, что Грайф «популярен среди сербских националистов и ревизионистов за неоднократное завышение числа сербских жертв в Ясеноваце».
По данным Мемориального музея Холокоста США, в Ясеноваце было убито от 77 000 до 99 000 сербов, евреев, цыган и хорватов, противников режима усташей, из которых от 45 000 до 52 000 были этническими сербами.

## Примечание
1. ↑  Югославия в XX веке, 2011, с. 397.
2. ↑  Руднева И. В., 2014, с. 97.
3. ↑  How to Combat Croatian Revisionists’ Culture of Lies (англ.). Balkan Insight (6 июня 2018). Дата обращения: 11 июля 2022. Архивировано 9 июля 2022 года.
4. ↑  Jewish rights group urges Croatia to ban pro-Nazi book (англ.). AP NEWS (9 января 2019). Дата обращения: 11 июля 2022. Архивировано 23 марта 2022 года.
5. ↑  How Croatian Wikipedia Made a Concentration Camp Disappear (англ.). Balkan Insight (26 марта 2018). Дата обращения: 11 июля 2022. Архивировано 27 марта 2022 года.
6. ↑  Обсуждение о глобальном бане участника Kubura
7. ↑  Голосование в хорватской Википедии о лишении прав администратора пользователей SpeedyGonsales, Zeljko и Roberta F.
8. ↑  Оценка дезинформации в хорватской Википедии (2021)
9. ↑  Croatia Must Not Whitewash the Horrors of Jasenovac (англ.). Balkan Insight (27 августа 2018). Дата обращения: 11 июля 2022. Архивировано 9 февраля 2021 года.
10. ↑  Croatia's Willingness To Tolerate Fascist Legacy Worries Many (англ.). iwpr.net. Дата обращения: 11 июля 2022. Архивировано 16 июня 2022 года.
11. ↑  Former top Croat officials join boycott of Jasenovac event (англ.). B92.net. Дата обращения: 11 июля 2022. Архивировано 13 июня 2020 года.
12. 1 2  Jasenovac Camp Victims Commemorated Separately Again (англ.). Balkan Insight (12 апреля 2019). Дата обращения: 11 июля 2022. Архивировано 28 июля 2019 года.
13. ↑  Milica за СРБИН инфо. ЂОРЂЕВИЋ позвао на хапшење Хрвата и Бошњака који негирају геноцид у НДХ (неопр.). СРБИН.инфо (27 июля 2021). Дата обращения: 11 июля 2022. Архивировано 11 июля 2022 года.
14. ↑  ŽELJENA ILI NEŽELJENA BAŠTINA, SVUDA OKO NAS (хорв.). supervizuelna.com. Дата обращения: 28 ноября 2015. Архивировано 13 июля 2016 года.
15. ↑  Svečanost u povodu obnove spomenika "Bjelovarac" (хорв.). min-kulture.hr. Дата обращения: 28 ноября 2015. Архивировано 3 марта 2016 года.
16. ↑  Ognjen Kraus: Splitska vlast prikriveno podigla spomenik ustašama (хорв.). slobodnadalmacija.hr. Дата обращения: 28 ноября 2015. Архивировано 7 июля 2014 года.
17. ↑  О ситуации с героизацией нацизма, распространении неонацизма и других видов практики, которые способствуют эскалации современных форм расизма, расовой дискриминации, ксенофобии и связанной с ними нетерпимости. Министерство иностранных дел Российской Федерации. Дата обращения: 21 марта 2021.
18. ↑  Historijski revizionizam, govor mržnje i nasilje prema Srbima u 2021, 2022, s. 12.
19. ↑  Vladimir Geiger. Pitanje broja žrtava logora Jasenovac u hrvatskoj i srpskoj historiografiji, publicistici i javnosti nakon raspada SFR Jugoslavije – činjenice, kontroverze i manipulacije (хорв.) // Časopis za suvremenu povijest. — 2020-12-02. — Vol. 52, sv. 2. — ISSN 1848-9079. — doi:10.22586/csp.v52i2.11253. Архивировано 5 ноября 2022 года.
20. ↑  Selective Amnesia: Croatia’s Holocaust Deniers (амер. англ.). Balkan Insight (24 ноября 2017). Дата обращения: 5 ноября 2022. Архивировано 22 января 2021 года.
21. ↑  Croatia Must Not Whitewash the Horrors of Jasenovac | Balkan Insight (амер. англ.). balkaninsight.com. Дата обращения: 5 ноября 2022. Архивировано 9 февраля 2021 года.
22. ↑  Dishonour for Zagreb Over ‘Alternative Facts’ About Holocaust (англ.). Balkan Insight (21 апреля 2017). Дата обращения: 11 июля 2022. Архивировано 10 июня 2022 года.
23. ↑  Хрватски бискупи тврде да Јастребарско није био логор за децу већ прихватилиште. Politika Online. Дата обращения: 5 ноября 2022. Архивировано 5 ноября 2022 года.
24. ↑  Tko je profesor koji je postavio spornu izložbu o Jasenovcu u UN-u? tportal.hr. Дата обращения: 4 января 2024. Архивировано 19 февраля 2019 года.
25. ↑  Expert: 800,000 Serbs were killed in Croat WW2 death camp (англ.). B92.net (2 января 2019). Дата обращения: 4 января 2024. Архивировано 11 декабря 2022 года.
26. ↑  Abusing the Holocaust to Deny Genocide: The Serb 'Truth Commissions' and Their Israeli Helpers. Haaretz (англ.). Архивировано 3 апреля 2023. Дата обращения: 4 января 2024.
27. ↑  Jasenovac (англ.). encyclopedia.ushmm.org. Дата обращения: 4 января 2024. Архивировано 3 апреля 2019 года.

### Книги
- Руднева И. В. Сербский народ в Хорватии — национальное меньшинство ? // Национальные меньшинства в странах Центральной и Юго-Восточной Европы: исторический опыт и современное состояние / Е. П. Серапионова. — М.: Институт славяноведения РАН, 2014. — 552 с. — ISBN 978-5-7576-0317-9.
- Югославия в XX веке: очерки политической истории / К. В. Никифоров (отв. ред.), А. И. Филимонова, А. Л. Шемякин и др. — М.: Индрик, 2011. — 888 с. — ISBN 978-5-9167-4121-6.
- Аврамов, Смиља. Геноцид у Југославији у светлости мећународног права. — Београд: Политика, 1992. — 528 с. — ISBN 86-7067-066-0.
- Historijski revizionizam, govor mržnje i nasilje prema Srbima u 2021. — Zagreb: Srpsko narodno vijeće, 2022. — 73 с. — ISBN 978-953-7442-52-1.

### Статьи
- Kasapović, M. Genocid u NDH: Umanjivanje, banaliziranje i poricanje zločina (хорв.) // Politička misao. — 2018. — Br. 55. — Str. 7—33.
- Vladimir Geiger. Pitanje broja žrtava logora Jasenovac u hrvatskoj i srpskoj historiografiji, publicistici i javnosti nakon raspada SFR Jugoslavije – činjenice, kontroverze i manipulacije (хорв.) // Časopis za suvremenu povijest. — 2020. — Br. 2. — Str. 517—587.